# パラッツォ・コルネール

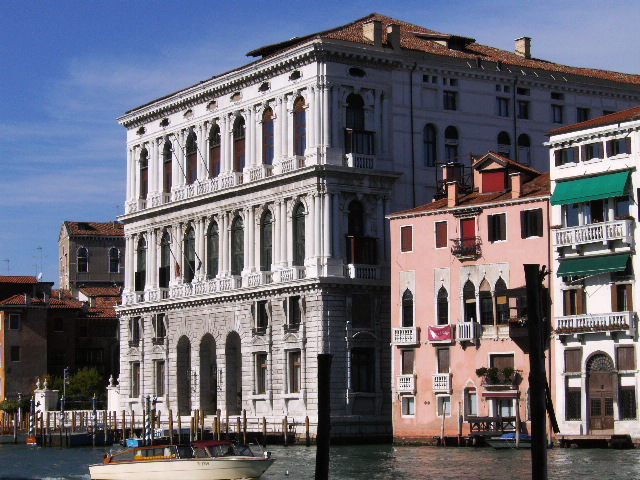

パラッツォ・コルネール（イタリア語: Palazzo Corner、正式名称Palazzo Corner della Ca' Granda）は、イタリアのヴェネツィア内のカナル・グランデ沿いにあるルネサンス建築様式の邸宅である。また現在はヴェネツィア県の県庁舎として使用されている。サンマルコ広場から近い場所にある。

## 概要
ヴェネツィア共和国から委託され建設された邸宅としては非常に初期のもので、ローマ貴族であるコルネール家の邸宅として作られたが1532年に火事で焼失し、イタリアのルネサンス期の建築家ヤーコポ・サンソヴィーノにより再度建築された。

その後再度火事があったが、1817年にコルネール家からオーストリア帝国に売却されオーストリア帝国の代表団などの駐屯地となった。1866年にヴェネツィアがオーストリア帝国からイタリアに割譲された際に(イタリア統一運動を参照)、ヴェネツィア県の県庁舎として使用される事が決まった。

## 外観
ファサードの1階部分は荒々しい石の表面を使ったルスティカ技法(en:Rustication (architecture))が使用され、中央部分は3つのアーケードを持つ列柱を使ったポーチ(ポルチコ)となっており、両サイドは四角い窓が2組ずつ配列されている。2階・3階部分にはアーケードの装飾が施されている。